# Bogdan I
Bogdan I (supranumit Bogdan Întemeietorul; n. înainte de 1307 – d. 1367) a fost voievod al Maramureșului și domn al Moldovei.
Este privit drept întemeietorul țării Moldovei, stat de sine stătător, cu reședința la Baia. Perioada domniei lui Bogdan I în Moldova a fost de patru ani conform Letopisețului de la Putna: „Și a domnit Bogdan, 4 ani”.. Astfel, perioada domniei lui Bogdan I se presupune a fi fost între 1363 și sfârșitul lui 1367, dată oferită cu o oarecare certitudine de datarea confruntării militare numită „bătălia de la Codrii Plonini” de la mijlocul anului 1368, avându-i protagoniști pe nepoții și succesorii lui - Petru I și Ștefan, cei care au fost feciorii lui Ștefan Voievod, cel care a fost feciorul lui Bogdan I.

## Voievod al Maramureșului (1330–42 și 1355–59)
Înainte de anul 1342, Bogdan, voievodul Maramureșului, a primit în stăpânire de la regele Ungariei, Carol Robert de Anjou, un cnezat de vreo 17-18 sate stăpânite cu diplomă de întărire, cu reședința la Cuhea, și pentru sprijinul oferit regelui în campaniile sale militare acesta îi concedase stema sa de familie (crini de aur în câmp albastru). În cazul stemei lui Bogdan I, alt autor consideră că acesta avea pe stemă doar floarea heraldică cu cinci petale.
După moartea lui Carol Robert de Anjou, Bogdan I cade în dizgrația succesorului acestuia, Ludovic I de Anjou, din cauza conflictului din iarna anului 1343 în care se afla aliat cu voievodul de Bereg, Crăciun din Bilca, împotriva lui Ioan, fiul lui Dionisie din Kölcse, susținător al noului rege , iar pentru următorii 17 ani Bogdan este declarat de către coroana maghiară: Bogdan, fost voievod al Maramureșului, infidelul nostru..
Înainte de 15 septembrie 1349 are loc un alt moment de adversitate împotriva partizanilor regelui când Ștefan, nepotul de frate al lui Bogdan I, năvălește în cnezatul Marei, de la nord-vest de Cuhea, alungând din Giulești pe cneazul Gyula cu cei șase fii ai săi fideli lui Ludovic I, în încercarea de a-i aduce de partea lui Bogdan I împotriva regelui. În urma acestui act regele îi cere voievodulului Ioan, fratele lui Ștefan, la data de 15 septembrie 1349, să-l repună în drepturi pe cneazul Gyula și pe cei alungați pentru că au refuzat să treacă de partea lui Ștefan și a unchiului său Bogdan I, fostul voievod, necredincioși cunoscuți ai regatului nostru 
Cândva, înainte de 1353, cnezatul lui Bogdan I se împarte între acesta și fiii fratelui său Iuga, Ioan și Ștefan, care vor stăpâni împreună nouă sau zece sate cu reședința la Rozavlea, Bogdan I rămânând cu opt sate cu reședința la Cuhea.
Nereușind să adune aliați împotriva regelui, fiind părăsit și de nepoții săi, Ioan și Ștefan, Bogdan I hotărăște să treacă munții în Moldova.

## Domn al Moldovei (1363–1367)

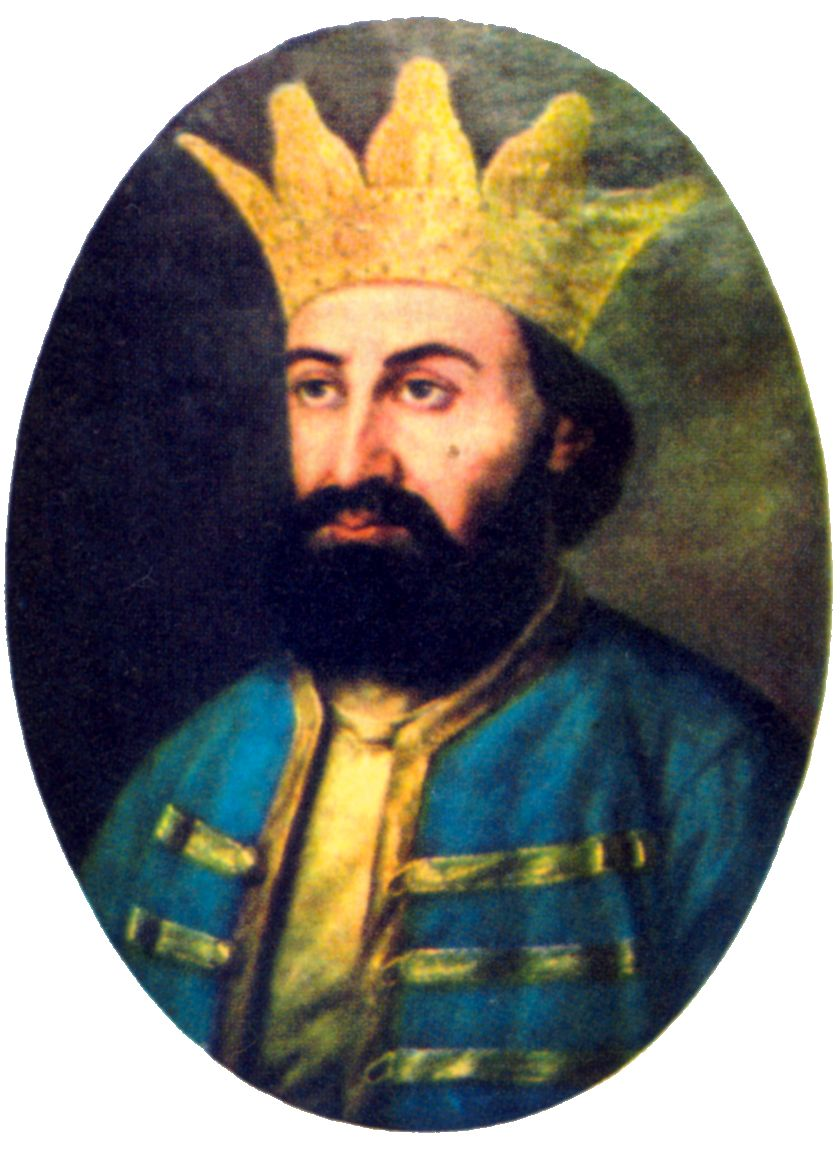
Bogdan I, portret imaginar din secolul al XIX-lea.

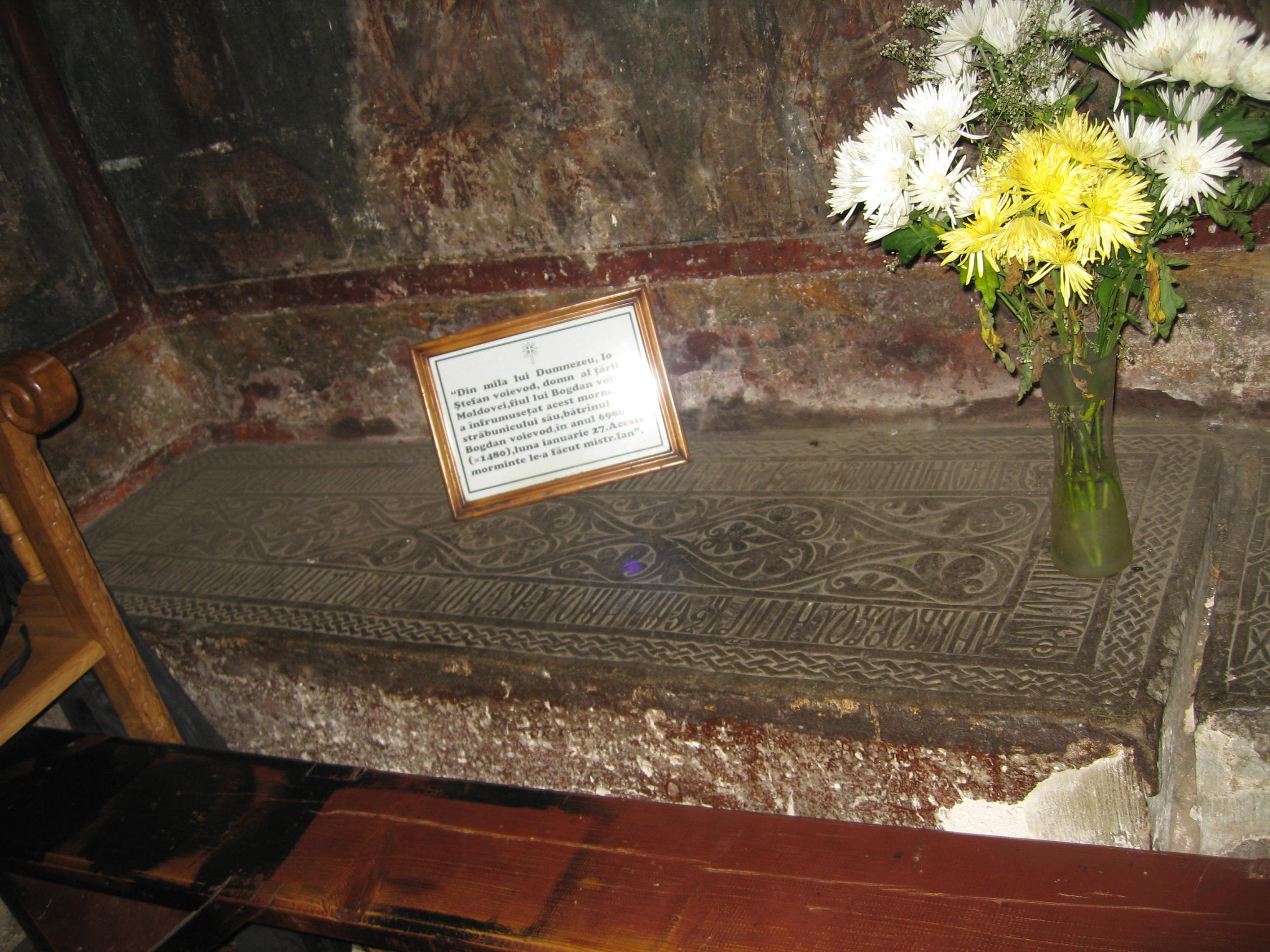
Mormântul lui Bogdan I Voievod în Mănăstirea Bogdana.

Data plecării lui Bogdan I, cu fiii săi, în Moldova și cum anume nu se știe cu certitudine, dar trecerea munților a avut loc cândva după 24 iunie 1360 și înainte de 2 februarie 1365.
Cronicarul Ioan de Târnave consemna:
„Bogdan voievodul românilor din Maramureș, adunând la el pe românii acelui district, a trecut în taină în țara Moldovei, care era supusă coroanei Ungariei, dar din cauza vecinătății tătarilor de mult timp părăsită de locuitori. Și cu toate că a fost combătut mai adeseori de oastea regelui însuși, totuși crescând marele număr al românilor locuitori în aceea țară, s-a dezvoltat ca stat.”
Împreună cu fiii săi și cu o oaste mică, Bogdan I a învins oastea urmașilor lui Sas și l-a alungat pe fiul acestuia, Balc, în Maramureș. Bătălia dintre Bogdan I și Balc și ceilalți fii ai lui Sas sunt confirmate în diploma regală acordată lui Balc de Ludovic I de Anjou  la 2 februarie 1365. În aceasta se consemnează rănile cumplite suferite de Balc și moartea crudă a unor frați, rude și slujitori ai acestuia. De asemenea, s-a consemnat că Bogdan I și fiii acestuia nu se aflau la primul act de răzvrătire împotriva regelui la care diavolul i-a îndemnat de mai multe ori. Astfel, cnezatul lui Bogdan I și titlul de voievod de Maramureș, deținut la acea vreme de nepotul Ștefan, îi sunt cedate lui Balc, cu toate că nepoții săi, Ștefan și Ioan, nu-l însoțiseră în Moldova.
Încercările regelui Ungariei, Ludovic I de Anjou, de a-l aduce pe Bogdan I la supunere nu au izbutit, iar acesta, învingător asupra oștilor maghiare trimise împotriva lui, se menține ca domn volnic, independent. După el, ca întemeietor al voievodatului, Moldova a fost numită și Bogdania.
Mănăstirea Bogdana de la Rădăuți transformată de Bogdan I din biserică în mănăstire este locul unde a fost înmormântat, iar ulterior i-a purtat numele, Bogdana, adică a lui Bogdan. În această mănăstire a fost așezată episcopia înființată aici de Alexandru cel Bun, strănepot al lui Bogdan I. Piatra funerară inițială a mormântului lui Bogdan I nu s-a păstrat, iar cea prezentă a fost amplasată din porunca lui Ștefan cel Mare la 27 ianuarie 1480.

## Referințe

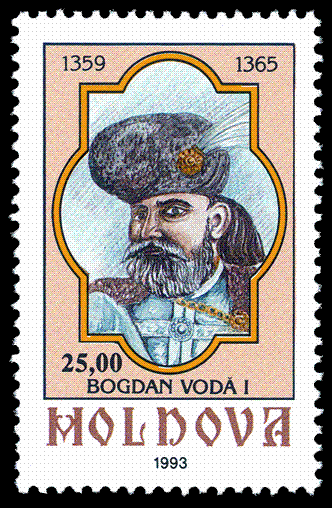
Imaginea lui Bogdan I pe o marcă poștală din Republica Moldova